# Mohammed
Mohammed (Arabisch: مُحَمَّد بِن عَبد الله, volledige Arabische naam: Moehammad ibn 'Abd Allah ibn 'Abd al-Moettalib ibn Hasjim ibn 'Abd Manaf al-Koeraisji ibn Kielaab ibn Moerra ibn Ka'b ibn Loe'ay ibn Ghalib ibn Fahr) (Mekka, ca. 570 – Medina, 8 juni 632), was een Arabische religiestichter en wordt door moslims en bahá'ís beschouwd als profeet en boodschapper van God. 
In de islam geldt hij als de 25ste in de Koran genoemde en laatste door God (Allah) naar de Arabieren en daarmee aan de mensheid gezonden profeet, na Johannes de Doper (in de islam Yahya) en Jezus (in de islam Isa), die door de joden waren afgewezen en ook enkele andere profeten die op hun beurt door andere volken waren afgewezen. De meeste profeten in de islam waren joden en volgens moslims is Mohammed de voltooier van de vestiging van het monotheïstische geloof van de mensheid dat volgens de islam is begonnen met Adam en daarna werd geherintroduceerd door Nuh (Noach), Ibrahim (Abraham), Musa (Mozes), Isa (Jezus) en de overige profeten. Hij was ook actief als staatsman, sociaal hervormer, koopman, filosoof, redenaar, leraar, wetgever, militair leider en filantroop. In de islam wordt hij als de laatste profeet en boodschapper (rasoel) gezien die de uiteindelijke openbaring van God (Arabisch: الله, Allah), de Koran, heeft ontvangen. Door moslims wordt hij daarom aangeduid als het Zegel der Profeten. Omdat de bahá'ís niet geloven dat hij de laatste profeet is en ook aan de zuiverheid van de koran twijfelen worden zij door moslims niet als moslims gezien.
Vele moslims voegen gegrond op de Ahadith vaak na het horen van de naam Mohammed de formule sallallahu alaihi wa sallam toe ("zegeningen en vrede met hem" of "vrede zij met hem"), in geschreven tekst vaak ook wel  afgekort als 's(a)ws' of '(z)v(z)mh' (in het Engels pbuh voor peace be upon him).
Mohammed werd geboren in de westelijke Arabische stad Mekka, een handelsstad die werd gedomineerd door de stam Qoeraisj waar Mohammed tot behoorde. Vlak voordat hij geboren was, stierf zijn vader en nam zijn grootvader Abdal-Moettalib (een van de leiders in Mekka op dat moment) het op zich om voor Mohammed en zijn moeder te zorgen. Vervolgens stierf zijn moeder toen hij zes jaar was en vlak daarna ook zijn grootvader. Mohammed werd daarna opgevoed door zijn oom, de leider van de Hashim-stam (een vertakking van de Qoeraisj-stam).
Mohammed scheidde zich met regelmaat af van de rest van zijn gemeenschap, om in een grot genaamd Hira meerdere dagen te gaan bidden. Hier is het waar de eerste overleveringen van de Koran zouden zijn neergezonden aan Mohammed, op 40-jarige leeftijd. Drie jaar na de eerste overlevering begon hij mensen op te roepen tot de islam, dat God één is, dat hij de boodschapper en profeet van God is en dat toewijding en submissie (islam) tot God en alleen God het juiste pad is.

## Levensloop
Er zijn geen bronnen uit de tijd van Mohammed waarop een biografie gebaseerd kan worden. Het oudst bekende geschrift is de Sira van Ibn Ishaq (plusminus 750), latere biografieën zijn (deels) daarop gebaseerd.

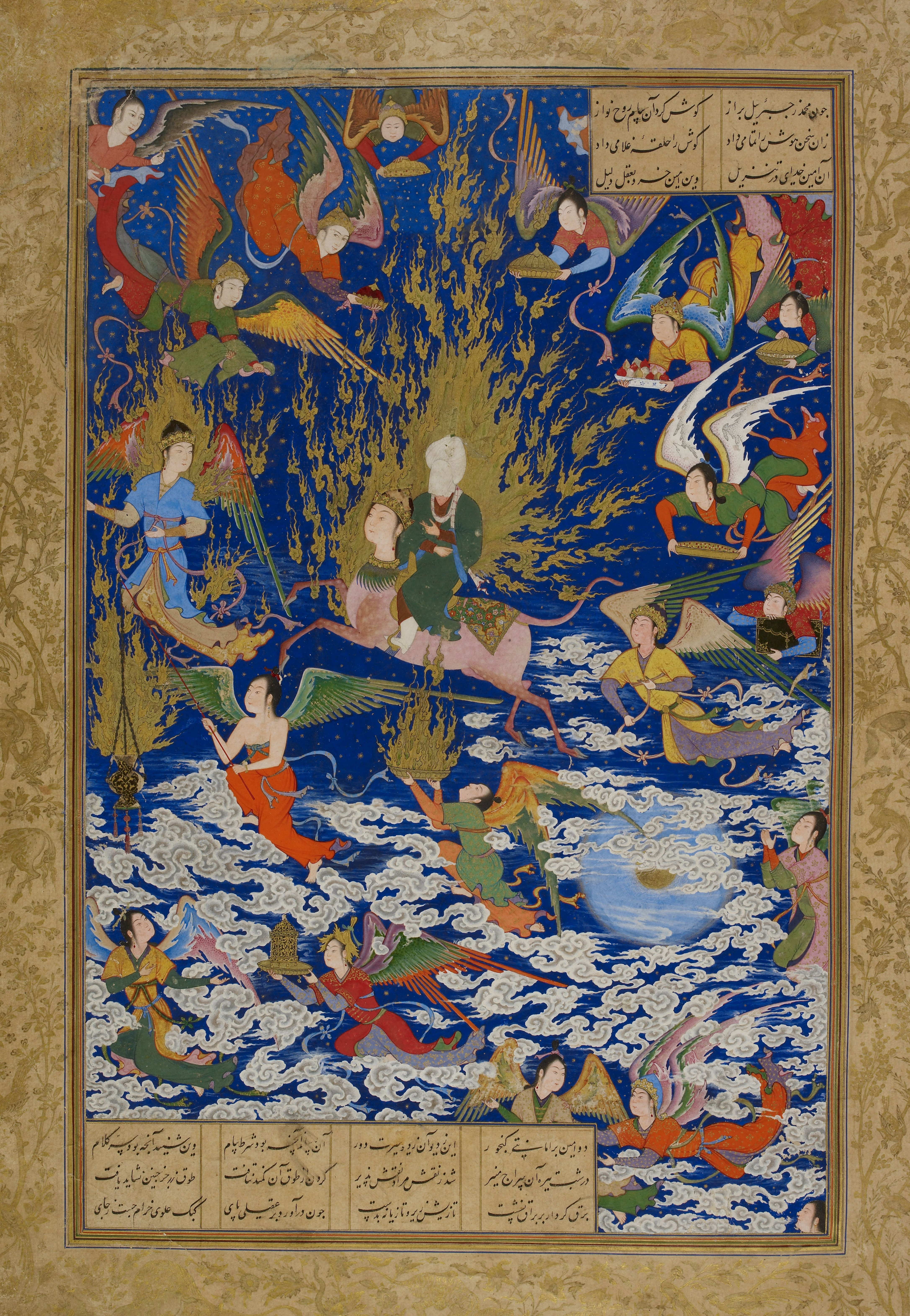
Perzische miniatuur uit de 16e eeuw. Mohammed komt met Buraq, een hemels dier, aan in de hemel. Zijn gezicht is niet afgebeeld.

### Jeugd
Verschillende gedichten uit de klassieke Arabische literatuur ondersteunen de traditionele visie, dat de afstamming van Mohammed van de stam van Haashim, een verarmde substam van de Qoeraisj is. De stam Qoeraisj komt voort uit het volk van Adnaan dat af zou stammen van Kedar, de tweede zoon van de profeet Ismaël (Genesis 25:13-15). Mekkaanse tegenstanders van Mohammed bekritiseerden hem met het argument, dat ze hem en zijn boodschap geloofd zouden hebben als hij een van de vooraanstaande mannen van de twee steden (Mekka en at-Thakif) zou zijn geweest.
Over zijn vader Abdallah ("dienaar van God"), die vlak voor de geboorte van Mohammed gestorven zou zijn, is weinig bekend. Zijn grootvader van vaders zijde wordt Abd al-Moettalib genoemd. Over hem is eveneens weinig bekend. Zijn moeder Aminah bint Wahab was afkomstig uit Medina en overleed toen hij zes jaar was. Tot zijn achtste was hij bij zijn grootvader in huis en toen die stierf werd zijn opvoeding voortgezet door zijn oom en zoon van Abd al-Moettalib, Aboe Talib. Uit historische bronnen zijn Mohammeds ooms Aboe Talib, Hamza en Abd al-Oezza bekend. Uit de islamitische traditie is ook bekend dat Mohammed in zijn jonge jaren als schaapherder heeft gewerkt voordat hij een koopman werd.

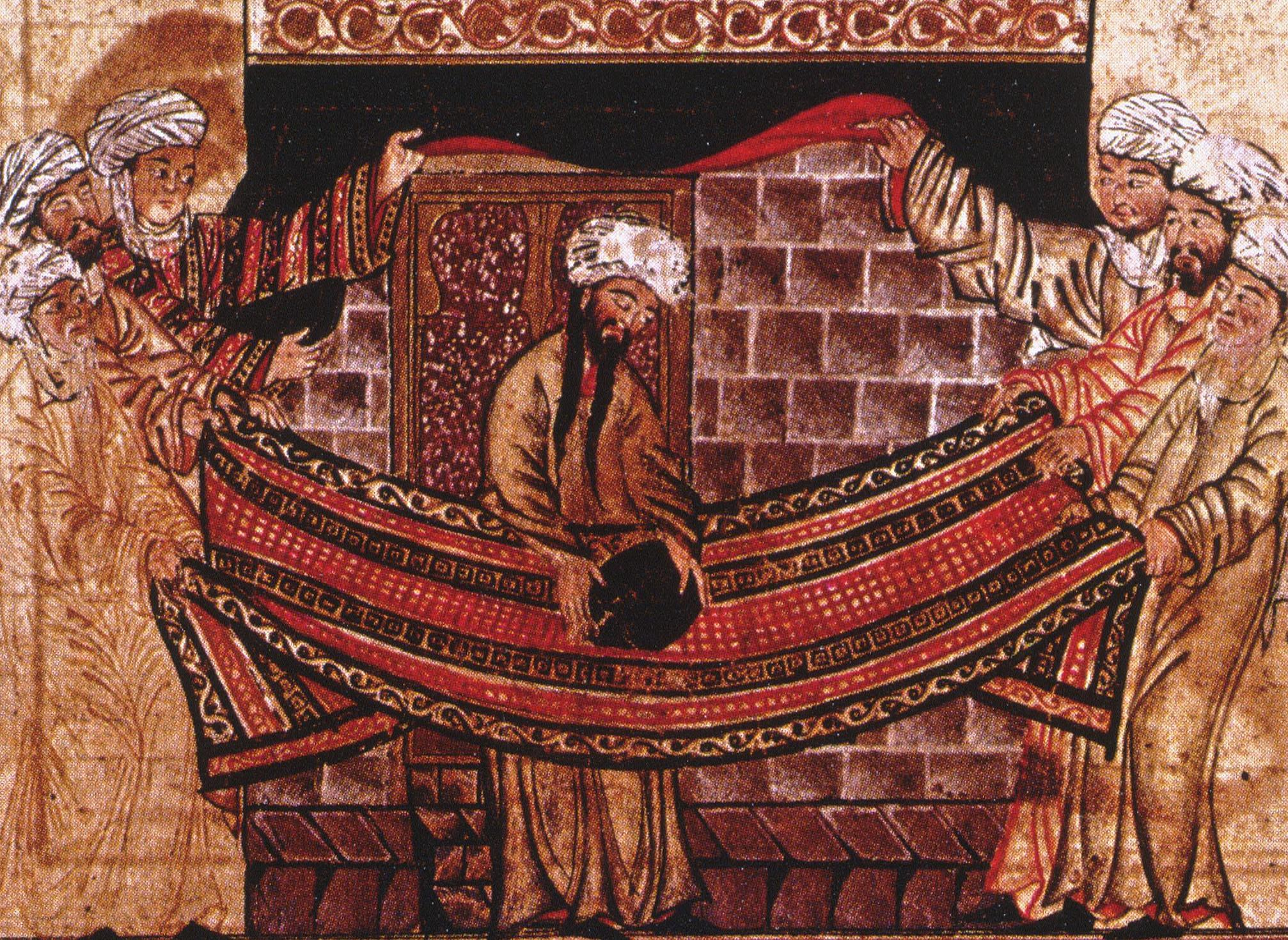
Mohammed bemiddelt bij het terugplaatsen van de Zwarte Steen. Illustratie uit de Jami' al-tawarikh (ca. 1315) van de Perzische historicus Rashid al-Din

Polytheïsme en geestenverering kenmerkten de Arabische wereld toen Mohammed opgroeide, hoewel er ook joodse stammen (met name in Medina) waren en groepen bedoeïenen die een vorm van monotheïsme kenden. Mekka was in die tijd een handelsstad waar enkele karavaanroutes samenkwamen. Handelaars en andere reizigers brachten hun religies en godsbeelden mee en vele daarvan werden in Mekka neergezet, vooral rond de Ka'aba. De Ka'aba was in de tijd van Mohammed een universeel religieus heiligdom waar 360 goden werden aanbeden. De stam Qoeraisj had vanouds het beheer over de Ka'aba. Mohammed groeide op in de stad en ontmoette daar voldoende rondreizende bedoeïenen en kooplieden uit allerlei windstreken om iets meer te weten te komen over deze religies. Ook nam zijn oom hem ten minste één keer mee naar Syrië. Een van de bijnamen die zijn stadgenoten hem volgens de overlevering gaven was al-Amin, de betrouwbare.
Toen Mohammed 25 jaar oud was trouwde hij met de vijftien jaar oudere weduwe Khadija, die handelskaravanen bezat. Zij had hem kort daarvoor in dienst genomen als leider van een van haar karavanen. Reizend als Khadija's handelsvertegenwoordiger kwam Mohammed in contact met joden en christenen. Hij kwam daarbij in aanraking met hun godsdienst.

### Profeetschap in Mekka

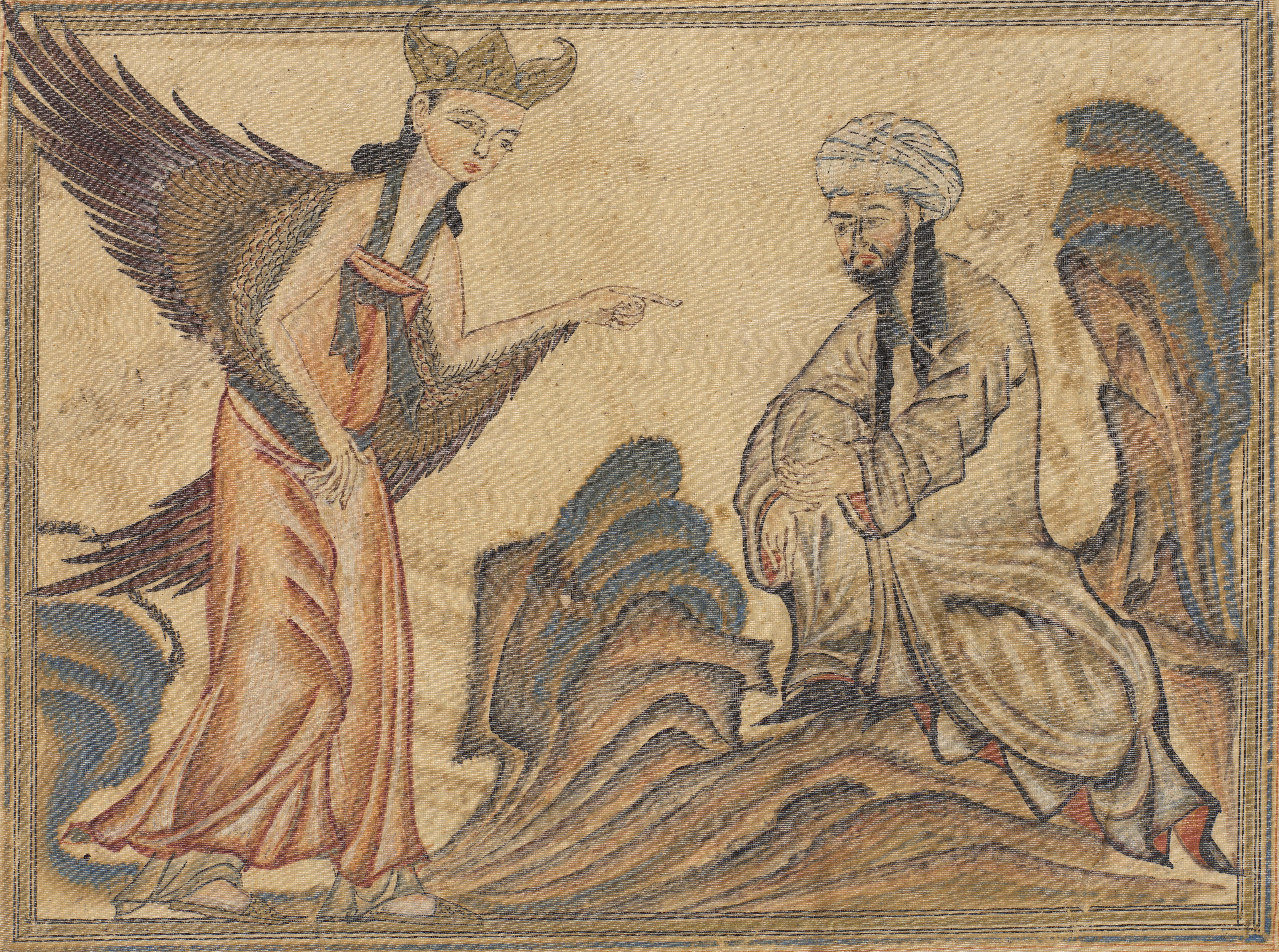
Mohammed ontvangt de openbaringen van de engel Djibriel. Illustratie uit de Jami' al-tawarikh van de Perzische historicus Rashid al-Din.

Volgens de tradities zou Mohammed zich in de maand ramadan in het jaar 610 teruggetrokken hebben in de grot van Hira toen hem de engel Djibriel (Gabriël) verscheen en hem aanwees als profeet van God. Hij zou toen 40 jaar oud geweest zijn. De eerste vijf regels van Soera De Bloedklomp vormen volgens een meerderheid van de Koranexegeten het begin van de openbaringen die Mohammed gedurende de volgende 22 of 23 jaar via Gabriël van God zou hebben ontvangen. Deze openbaringen werden later samengevoegd in de Koran.
Na drie jaar begon Mohammed in Mekka als profeet op te treden en riep hij zijn plaatsgenoten op geen afgoden meer te aanbidden. De Qoeraisj lieten Mohammed zijn boodschap verkondigen totdat hij negatief over hun goden, tradities en voorvaders begon te spreken. Nadat ze zijn oom Aboe Talib tevergeefs hadden gevraagd of hij Mohammed hiermee kon laten ophouden begon de vervolging van de moslims.
De heersende klasse beloofde Mohammed grote rijkdom, zo veel vrouwen als hij wenste en zelfs leiderschap over Mekka op voorwaarde dat hij stopte met het kwaadspreken over hun goden.
Een aantal leidende figuren riepen op tot een boycot van de clan van Mohammed, die drie jaar duurde. Deze boycot hield in dat er niet gehuwd mocht worden en er geen handel mocht worden bedreven met personen uit de stam van Mohammed. Zij raakten gedurende die tijd economisch en sociaal volledig geïsoleerd. In die tijd overleed Khadija en niet lang na het opheffen van de boycot ook zijn oom en beschermer Aboe Talib, waarna de vervolging van Mohammed enorm toenam. Mohammed heeft deze vervolging aan den lijve ondervonden. Terwijl hij aan het bidden was, gooide een groep Qoeraisj de ingewanden van een kameel op hem. Er vond ook een incident plaats waarbij iemand zijn gewaad om zijn nek draaide en hem wurgde totdat Aboe Bakr tussen beiden kwam.
Rond deze tijd vond naar verluidt het incident met betrekking tot de zogeheten duivelsverzen plaats.

### Wonderen
De Koran beschrijft niet openlijk dat Mohammed wonderen heeft verricht en algemeen wordt de Koran als het grootste wonder van Mohammed gezien. De Koran vermeldt dat God Mohammed een hemelse bescherming tegen de mensen gaf. De islamitische traditie schrijft echter wel vele bovennatuurlijke gebeurtenissen toe aan Mohammed. Zo liet hij op verzoek voor een wonder van de heidense Mekkanen de maan splijten (Bukhari, Volume 4, Boek 56, Nummer 831) en liet hij water uit zijn vingers stromen (Bukhari 3576 en Moslim 1856) waarmee hij aan het gebrek aan water bij zijn metgezellen een einde maakte terwijl ze met vijftienhonderd man waren. Veel moslims interpreteren de Soera 54:1-2 als een verwijzing naar het splijten van de maan. De Isra en Mi'raj zijn de twee delen van een "Nachtelijke Reis", volgens de islamitische traditie de reis van Mohammed tijdens een nacht rond het jaar 621. Het is een gebeurtenis die zowel als een fysieke en spirituele reis wordt beschreven. Een korte schets van het verhaal is in Soera 17 te vinden en andere gegevens komen uit de Hadith. Hier zou Mohammed met Buraq naar "de verste moskee" reizen waar hij leiding gaf aan andere profeten in het gebed. Hij stijgt dan naar de allerbovenste hemel, waar hij tot God spreekt en de instructies van God ontvangt die voor de gelovigen de details van het gebed inhouden. Volgens de tradities is deze reis een van de belangrijkste gebeurtenissen in de islamitische kalender.

#### Eerste volgelingen

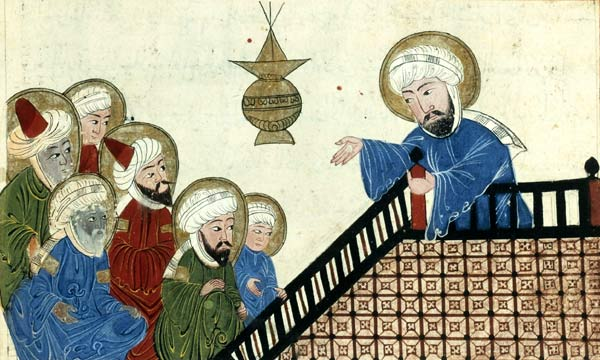
Een illustratie van Mohammed in een zeventiende-eeuwse kopie van een veertiende-eeuws exemplaar van een werk van Al-Biruni

Tot Mohammeds eerste volgelingen behoorden zijn vrouw Khadija, zijn vriend en koopman Aboe Bakr, zijn minderjarige neef Ali, zijn geadopteerde zoon Zayd en de rijke koopman Oethman ibn Affan. Vanwege zijn sociale boodschap trok hij in het begin met name armere Mekkanen en slaven aan. In de dertien jaar dat Mohammed in Mekka predikte verzamelden zich ongeveer 70 families om hem heen.

### Vertrek naar Yathrib
In 620 en 621 ontving Mohammed delegaties uit Yathrib (later Medina genoemd), waarvan de leden tot de islam overgingen en die de moslims uit Mekka hulp en bescherming aanboden. Dit stelde de moslims in de gelegenheid om naar Yathrib uit te wijken. Op het moment dat zijn vijanden hadden besloten om Mohammed gezamenlijk te vermoorden, vertrok hij in 622 naar Yathrib. Samen met Aboe Bakr wist Mohammed aan zijn belagers te ontkomen en 's nachts vertrok hij in zuidelijke richting, om zijn achtervolgers op een dwaalspoor te zetten. In een grot voorkwamen een spin en een rotsduif de ontdekking van deze schuilplaats door een web en een nest aan de ingang van de grot te maken. Zijn achtervolgers kregen zo de indruk dat de grot reeds lang niet meer betreden was.

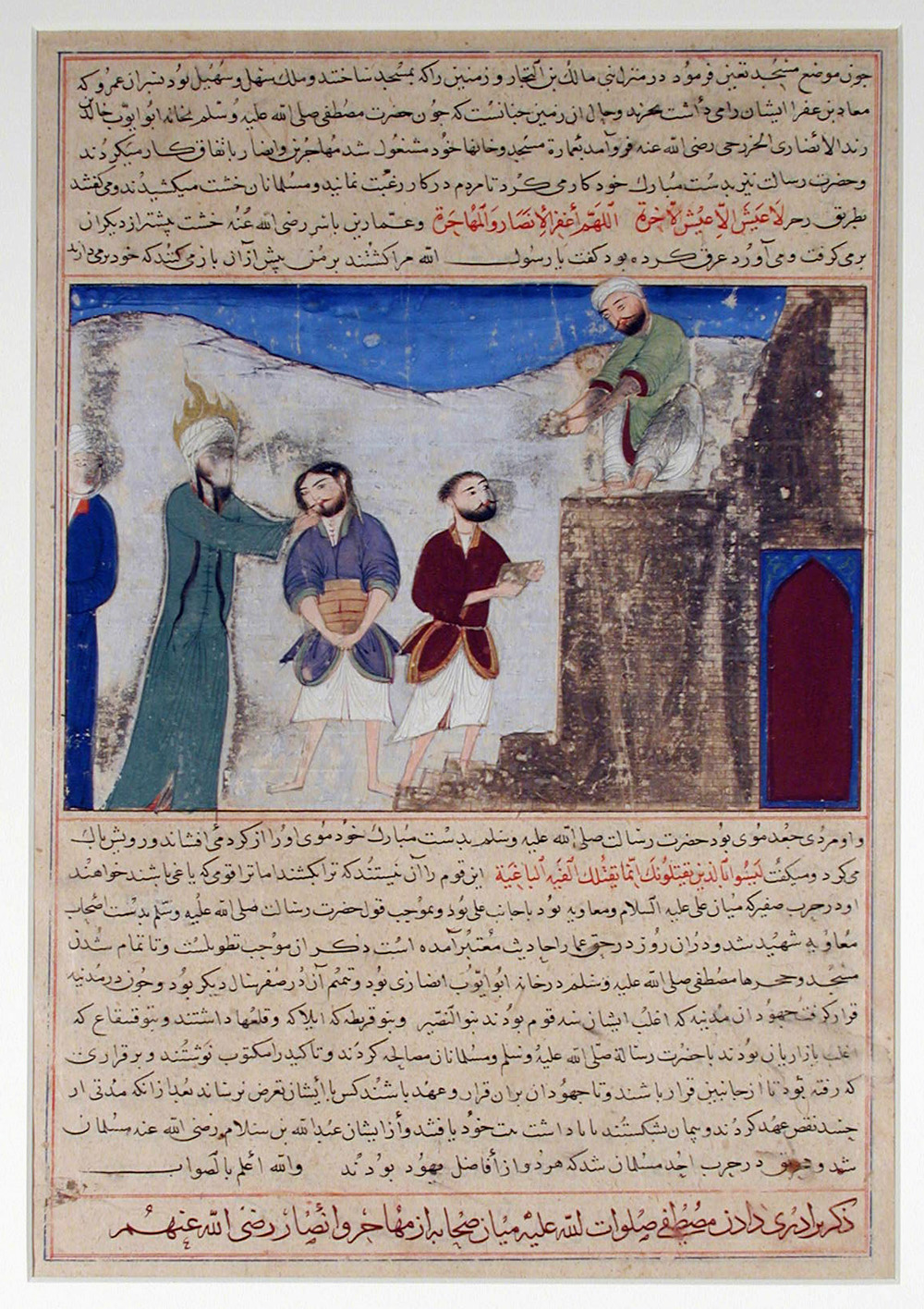
Mohammed zegent in Medina zijn volgers.

Deze migratie staat bekend als de hidjra en zou gebeurd zijn in 622, op de eerste dag van muharram op de islamitische jaarkalender. Tientallen jaren later heeft kalief Omar deze datum als startdatum genomen voor de islamitische jaartelling. 

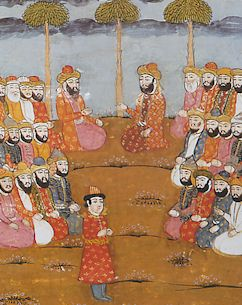
Afbeelding van Mohammed in Medina uit een Arabisch middeleeuws manuscript

Mohammed vestigde zich in Yathrib. Zijn dromedaris werd bij aankomst losgelaten en wees zo de plaats aan van Mohammeds huis. De plaatsnaam werd veranderd in Medinat-un-Nabawi (stad van de profeet), later afgekort tot Medina. In Medina zou Mohammed naast zijn religieuze functie op een later tijdstip ook een politiek-militaire rol op zich nemen als opperbevelhebber van het moslimleger.

### Verdrag van Medina
Volgens de tradities sloot Mohammed een verdrag met de Arabische en joodse stammen dat bepaalde dat ieder zijn eigen religie vrij kon belijden, vijandigheden tussen moslims verbood en voorschreef dat geschilpunten ter beoordeling aan Mohammed werden voorgelegd. Tevens zouden de partijen elkaar steun verlenen in het geval een van hen door een vijand zou worden aangevallen.
Het verdrag maakte weliswaar een einde aan de onderlinge vijandigheden tussen partijen in Yathrib, maar met de komst van Mohammed en zijn getrouwen ontstond een nieuw conflict, namelijk tussen moslims en niet-moslims. Ondanks vele vredesverdragen werden deze telkens verbroken door andere stammen. Het is onzeker of het overgeleverde verdrag hetzelfde is als het verdrag dat de strijdende partijen in Yathrib ondertekenden.
Rond deze tijd zou Mohammed zijn volgelingen hebben bevolen de dichters Asma bint Marwan en Abu Afak om te brengen.

### Slag bij Badr
Mohammed kreeg te horen dat Aboe Sufyan met een grote karavaan van de Qoeraisj inclusief hun geld en handelswaar terugkeerde uit Syrië. Mohammed riep zijn volgelingen op de karavaan te overvallen. Abu Sufyan kreeg van dit plan te horen en riep versterking op uit Mekka. In maart 624 kwam het tot een treffen bij Badr, een oase op de karavaanroute tussen Mekka en Medina. De karavaan bleef in handen van de Mekkanen, maar het leger van de Mekkanen werd door het aanzienlijk kleinere leger van de moslims onder leiding van Mohammed verslagen. Volgens de overlevering was dat te danken aan de tussenkomst van engelen, die het aantal moslims schijnbaar deden toenemen.
Na afloop van de Slag bij Badr belegerde Mohammed het fort van de joodse stam Banu Qaynuqa. Tot deze stam behoorden 700 joodse mannen. Naar verluidt had deze stam het verdrag met Mohammed geschonden. Na een belegering van vijftien dagen gaf de stam zich over. Mohammed wilde alle leden ter dood brengen maar werd door Abdullah ibn Ubayy op andere gedachten gebracht. Er werd besloten dat de leden hun bezittingen moesten afstaan alvorens uit Medina te vertrekken. Er waren nu nog twee joodse stammen in Medina, namelijk de Banu Nadir en de Banu Qurayza. 
Ka'b ibn al-Ashraf, een jood van de stam Banu Nadir, schreef gedichten waarin hij de Mekkaanse doden van de Slag bij Badr beweende en de Mekkanen opriep tot vergelding. Hij schreef ook beledigende verzen over moslimvrouwen. Mohammed vroeg aan zijn volgelingen wie van hen Ka'b zou vermoorden. Muhammad ibn Maslama nam dit op zich maar gaf aan dat hiervoor misleiding nodig was. Mohammed vond dat geen probleem. Muhammad ibn Maslama ging naar Ka'b toe en deed zich voor als iemand die voedsel wilde lenen. Ka'b vroeg hiervoor iets als onderpand. Muhammad beloofde bij Ka'b terug te komen en zijn wapen als onderpand te geven. Toen Muhammad bij Ka'b terugkeerde, stak hij hem dood.
In hetzelfde jaar stuurde Mohammed een groep ansar onder leiding van Abdullah bin Atik om Abu Rafi te vermoorden. Hij had Mohammed 'pijn gedaan' en zijn vijanden gesteund. 's Nachts gingen Abdullah en zijn metgezellen naar Abu Rafi's kasteel in Khaybar. Aldaar zag een poortwachter Abdullah aan als een van hen en liet hem binnen. Abdullah ging naar de slaapruimte maar kon in het donker niet zien wie Abu Rafi was. Abdullah riep hem en toen hij antwoord gaf, ging hij naar hem toe en doodde hem met het zwaard.

### Slag bij Oehoed
In 625 vond de Slag bij Oehoed plaats. De Mekkanen waren erop uit het verlies bij de Slag bij Badr en de dood van hooggeplaatste leden van de Qoeraisj te wreken. Bij Oehoed versloeg een leger van circa 3000 Mekkanen het duizendkoppige leger van moslims. De moslims moesten zich in Medina terugtrekken.
Mohammed wilde het bloedgeld verhogen, maar volgens de overlevering zou tijdens de onderhandelingen met de joden van de stam Banu Nadir aan Mohammed zijn geopenbaard dat zij hem wilden vermoorden. De joodse vesting werd twee weken belegerd, waarna de palmbomen werden omgehakt, iets wat de joden van deze stam zo'n angst inboezemde, dat zij vroegen te mogen vertrekken. Met alles wat zij mee konden nemen, vertrokken zij naar Khaybar.

#### Gevecht met Banu Mustaliq
Toen Mohammed te horen kreeg dat de stam Banu Mustaliq een aanval op Medina voorbereidde, voerde zijn troepen een verrassingsaanval op hen uit toen ze hun vee water gaven bij een waterput. Mohammeds leger versloeg deze stam. Sommigen van de stam sneuvelden en anderen sloegen op de vlucht. De moslims bemachtigden hun vrouwen, kinderen en eigendom. Mohammeds volgelingen begeerden de vrouwen maar wilden ook losgeld voor hen krijgen. Ze vroegen aan Mohammed wat hij van coitus interruptus vond om zwangerschap te voorkomen. Hierop antwoordde Mohammed dat het niet uitmaakt als ze dit niet deden omdat het al vastligt wie zal worden geboren tot aan de dag des oordeels. Juwayriya werd door Mohammed vrijgelaten en werd zijn vrouw. Daarna werden 100 families vrijgelaten.

#### Incident met de Banu Uraina
Rond deze tijd kwamen een aantal leden van de stam Banu Uraina (of Banu Ukl) naar Medina. Ze waren ziek omdat het klimaat van Medina niet voor hen geschikt was. Mohammed stuurden ze naar een kudde kamelen en adviseerde ze de melk en urine van de kamelen te drinken als medicijn. Toen ze opgeknapt waren, vielen ze van het geloof af, doodden de herder en namen de kamelen mee. Mohammed liet ze oppakken en beval dat hun armen en voeten werden afgekapt en hun ogen werden uitgebrand met verwarmde stukken ijzer. Daarna werden ze in de Al-Harra, op een steenachtige bodem achtergelaten. Toen ze om water vroegen werd dit niet gegeven.

### Slag bij de Gracht en Banu Qurayza
In 627 stuurde Mekka een leger van 10.000 soldaten naar Medina om een einde te brengen aan Mohammeds heerschappij. De moslims hadden echter een gracht gegraven, een techniek die nieuw was voor de Arabieren die gewend waren om man tegen man te vechten. Na twee weken beleg moest het leger zich terugtrekken, niet in staat de vesting van Medina binnen te komen. Deze gebeurtenis staat bekend als de loopgravenoorlog of Slag bij de Gracht. 
Belangrijk voor wat volgde zijn de onderhandelingen van de Qoeraisj met de joden van Banu Qurayza om via het zuiden van de oase van Medina waar deze joden woonden, de stad binnen te trekken, onderhandelingen die weliswaar niet tot concrete hulp aan de Mekkanen leidden maar wel aanleiding gaven tot wantrouwen. 
Vrijwel meteen hierna keerde Mohammed zich tegen deze stam, daartoe volgens de tradities aangezet door de engel Djibriel. Na een beleg van 25 dagen gaf de stam zich over. De stam onderwierp zich aan het oordeel van Mohammed, maar deze wees de strijder Sa'd ibn Mua'dh aan als rechter. Deze veroordeelde de volwassen mannen van de stam collectief tot de dood en de vrouwen en kinderen tot slavernij. Mohammed noemde het oordeel van Sa'd een decreet van God uitgesproken van boven de zeven hemelen. 600 tot 900 joden van de stam Banu Qurayza werden naar de markt van Medina gebracht. Hier werden loopgraven gegraven waarin de joodse mannen onthoofd werden. Mohammed koos een van de weduwen, Raihana, als zijn persoonlijke slavin. Volgens sommige bronnen liet hij haar vrij en trouwde met haar.

#### Gevecht met de Banu Fazara
Zayd ibn Haritha kwam bij een overval in Wadi al-Qura in conflict met de Banu Fazara. Een groot aantal van zijn mensen werd gedood en hijzelf werd gewond afgevoerd. Nadat Zayd hersteld was, stuurde Mohammed hem met een strafexpeditie terug naar Wadi al-Qura. Zayd versloeg een aantal mannen en nam Umm Qirfa, een oude vrouw van de stam, gevangen. Hij beval dat ze werd geëxecuteerd door haar benen aan kamelen vast te binden zodat ze zou worden opengereten.

### Verdrag van Hoedaibiya
In 628 trok Mohammed met zo'n 1500 volgelingen in ihram (pelgrimskledij) en voorzien van een groot aantal offerdieren naar Mekka met het doel de kleine bedevaart, de oemra te verrichten. Volgens sommige bronnen waren zij ongewapend. De Mekkanen dachten per abuis dat de stad werd aangevallen. De Qoeraisj stuurde gezanten naar de moslims om te onderhandelen. Als gevolg van de onderhandelingen kwam het Verdrag van Hoedaibiya tot stand. De twee partijen sloten hierbij vrede voor een periode van tien jaar. Daarnaast moesten de moslims terugkeren naar Medina, maar kregen ze toestemming het jaar daarop drie dagen in Mekka te verblijven om de oemra te verrichten. Ze mochten dan geen wapens bij zich hebben behalve hun zwaard dat ze in de schede moesten laten.

### Slag bij Khaybar
Na het Verdrag van Hoedaibiya echter, waarbij een wapenstilstand tussen de moslims met de Qoeraisj werd gesloten, besloot Mohammed zijn aandacht te richten op Khaybar, een oase ten noordwesten van Medina. Met 600 man werd in de Slag bij Khaybar gepoogd de plaats in te nemen die als onneembaar gold. Met het kleine leger leek Mohammed gedoemd te zijn deze slag te verliezen, maar de onderlinge verdeeldheid in het stammensysteem aan de joodse zijde leek Mohammed in de kaart te spelen. Hoewel de overleveringen spreken van een snelle overwinning, moet de strijd een maand in beslag hebben genomen. Een vredesvoorstel van de joden aan Mohammed werd geaccepteerd met Koranistisch voorschrift. Het was precies het soort overeenkomst dat de Arabieren in de sedentaire gebieden regelmatig sloten met de bedoeïen; in ruil voor de helft van de dadeloogst zou Mohammed voor militaire bescherming zorgen. Het nabijgelegen Fadak hoorde van deze overeenkomst en anticipeerde op een mogelijke aanval. Ook de Fadakse joden besloten zich over te geven onder dezelfde voorwaarde.
Na de slag werd Kinana ibn al-Rabi, de schatbewaarder van de Banu Nadir, naar Mohammed gebracht. Hij ontkende te weten waar de schat van de stam was. Mohammed gaf bevel aan Zubayr ibn al-Awwam hem te martelen totdat hij de locatie prijsgaf. Al-Zubayr deed dit door met vuursteen en staal een vuur op de borst van Kinana aan te steken. Daarna liet Mohammed hem onthoofden. Mohammed koos de weduwe van Kinana, Safiyya bint Huyayy, als zijn vrouw.
Na afloop van de slag kookte een joodse vrouw het vlees van een schaap of geit voor Mohammed en zijn metgezellen. Ze vergiftigde dit vlees om haar omgekomen verwanten te wreken. Ze deed extra veel gif op het deel waarvan Mohammed het meest hield. Mohammed at van het vlees maar merkte toen dat het vergiftigd was en spuugde het uit. De joodse vrouw verklaarde het gif te hebben toegediend om te testen of Mohammed een ware profeet was omdat die volgens haar redenering het vergif op tijd zou opmerken. Op zijn ziektebed zei Mohammed nog steeds pijn te hebben van de vergiftiging.

### Slag bij Mu'tah
In 629 stuurde Mohammed zijn leger naar het noorden, richting de grens met het Byzantijnse Rijk. Bij de Slag bij Mu'tah raakte het moslimleger slaags met het Byzantijnse leger. De slag eindigde in een verlies voor de moslims die zwaar in de minderheid waren. Zayd ibn Haritha, Mohammeds geadopteerde zoon, stierf als aanvoerder bij deze slag.

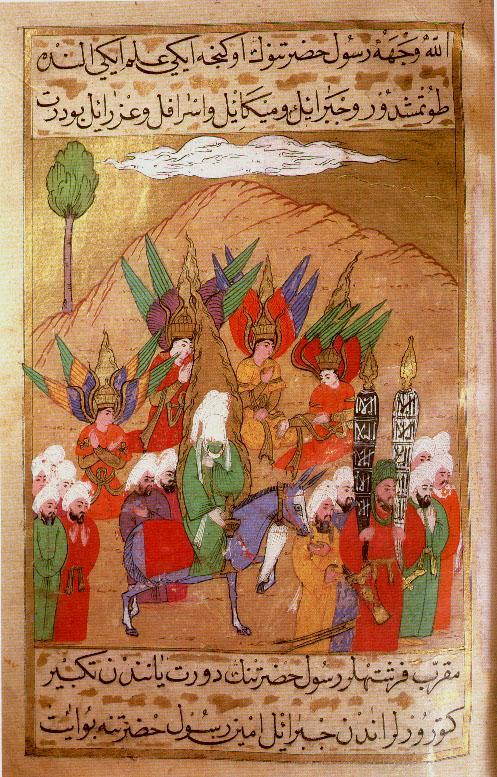
Mohammed reist op een ezel terug naar Mekka, met op de achtergrond de vier aartsengelen.

### Verovering van Mekka
Als gevolg van het Verdrag van Hoedaibiya, konden Arabische stammen ervoor kiezen een bondgenootschap aan te gaan met ofwel de moslims of de Qoeraisj. Agressie tegen een stam betekende dat de alliantie waartoe die stam behoorde het recht had een vergeldende actie uit te voeren. De Banu Bakr ging een bondgenootschap aan met de Qoeraisj, terwijl de Banu Khuza'ah dit deed met de moslims. 
In 629 voerde de Banu Bakr een aanval op de Banu Khuza'ah uit. Een groep Qoeraisj had de Banu Bakr hiervoor voorzien van wapens wat in strijd was met het verdrag. Daarop overvielen de moslims met een leger van 10.000 soldaten Mekka. Bij zijn binnenkomst in Mekka kondigde Mohammed aan dat de mensen gespaard zouden blijven als zij zich niet tegen Mohammeds heerschappij zouden verzetten. Een groepje van ongeveer acht Mekkanen moest echter hoe dan ook omgebracht worden, zelfs als ze bij de Ka'aba werden gevonden. Na de verovering van Mekka verwoestte Mohammed in totaal 360 afgoden in en rondom de Ka'aba.

### Gevechten met de Banu Hawazin en Banu Thaqif
Na de verovering van Mekka verzamelde zich een coalitie van vijandige stammen waaronder de Banu Hawazin en Banu Thaqif. Deze coalitie werd door Mohammed verslagen bij de Slag bij Hunayn en de Slag bij Autas. De moslims wisten hun vrouwen, kinderen en dieren gevangen te nemen. Hierna werd de nabijgelegen stad Taif belegerd. Na ongeveer 20 dagen werd het Beleg van Taif zonder succes gestaakt. Hoewel de belegering mislukt was, zagen de leiders van Taif in dat hun situatie uitzichtloos was aangezien de omringende Arabische stammen zich tot de islam hadden bekeerd. Ze meenden dat ze buiten de stad niet meer veilig waren, zelfs hun kuddes niet. Ze stuurden een delegatie naar Medina om te onderhandelen over hun bekering tot de islam.

### Expeditie van Tabuk
Mohammed richtte zich nu weer op het Byzantijnse Rijk. Hij leidde een expeditie naar de Byzantijnse stad Tabuk. Volgens Ibn Kathir vreesde de Qoeraisj na de verovering van Mekka inkomsten mis te lopen omdat het ongelovigen werd verboden bij Al-Masjid al-Haram te komen. Om hen te compenseren werd er besloten te vechten tegen de Mensen van het Boek zodat er van hen djizja kon worden geëist. Mohammeds leger bereikte Tabuk maar kwam geen vijandelijk leger tegen. Een aantal lokale leiders kon worden gedwongen de djizja te betalen.

### Laatste jaren
In zijn laatste levensjaren zou Mohammed een aantal brieven naar naburige heersers hebben gestuurd, met daarin een uitnodiging de islam te accepteren. Hij zou brieven hebben geschreven aan de volgende wereldleiders:
- De Romeinse keizer Heraclius. Hoogstwaarschijnlijk heeft de brief de keizer niet eens bereikt. Ook zou Abu Sufyan ibn Harb, toen nog geen moslim maar een mede-ondertekenaar van het Verdrag van Hoedaibiya, een onderhoud met Heraclius hebben gehad. Heraclius zou onder de indruk zijn geweest maar zich om politieke redenen niet tot de islam hebben willen bekeren.
- De negus van Abessinië, die reeds eerder een deel van de moslims onderdak had gegeven toen zij in Mekka werden vervolgd. De negus zou een positief antwoord hebben teruggestuurd waarin hij zou verklaren de islam te willen accepteren. Vrij snel daarop overleed de negus echter.
- Muqawqis, door sommige bronnen patriarch Cyrus van Alexandrië genoemd, die namens de Romeinen Egypte bestuurde. Hoewel moslims de brief aan Muqawqis als authentiek zien, wordt deze authenticiteit door sommigen betwist. Muqawqis zou Mohammed twee concubines hebben teruggestuurd, maar zijn antwoord was ontwijkend en hij bekeerde zich niet.
- Sjah Khusro II van Perzië. Deze zou de brief direct hebben verscheurd en nam overigens niet de moeite te reageren. Hij zou zelfs soldaten naar Mekka hebben gestuurd om de persoon die zulke 'brutaliteiten' verkondigde gevangen te nemen. Naar verluidt bekeerden deze soldaten zich in plaats van dat ze Mohammed arresteerden. Wellicht was de reden voor deze reactie dat Mohammed zijn naam voor die van Khusro had geschreven, wat Khusro als een belediging ervoer.
- Munzir ibn Sawa Al Tamimi, die voor de Perzen in Bahrein als gouverneur optrad. Hijzelf en een groot deel van zijn onderdanen bekeerden zich.
- Hauda bin Ali, de heerser van Al-Yamama, een woestijngebied in westelijk Centraal-Arabië. Deze wilde zich alleen bekeren indien hij een hoge post zou krijgen binnen de oemma, wat Mohammed weigerde.
- Harith ibn Abi Shamir al-Ghassani, Ghassanidische gouverneur van Damascus, toentertijd deel van het Oost-Romeinse Rijk. Hij zou de brief als beledigend hebben ervaren.
- Jaifer en `Abd al-Jalani, twee broers die de Azd stam in het huidige Oman bestuurden, ontvingen de brief en bekeerden zich tot de islam.

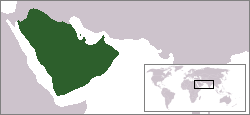
Het islamitische rijk onder de profeet Mohammed bij zijn dood in 632

In maart 632 volbracht Mohammed zijn enige hadj. Tijdens de reis hield hij een preek waarin hij een aantal richtlijnen op religieus en sociaal gebied nogmaals uiteenzette en afscheid nam van zijn volgelingen.
Na een kort ziekbed overleed Mohammed rond de middag op maandag 8 juni 632 in Medina. Hij was toen 62 of 63 jaar oud. Zijn vriend en schoonvader Aboe Bakr volgde hem op als leider (kalief) van de moslims. Mohammed werd begraven in de kamer waar hij stierf en die later tot de Moskee van de Profeet werd omgebouwd. Dit omdat volgens de islam de lichamen van profeten niet verplaatst mogen worden.
Na Mohammeds dood veroverden Aboe Bakr en de drie opeenvolgende kaliefen na hem grote delen van het Midden-Oosten. Hun kalifaat staat bekend als het Kalifaat van de Rashidun.

## Mohammeds vrouwen
In de Hadith van Bukhari (1:282) staat dat Mohammed op enig moment negen vrouwen heeft gehad. Als profeet zou hij deze bevoegdheid in een openbaring van God hebben gekregen; voor de andere moslims gold en geldt de beperking zoals geopenbaard in Soera De Vrouwen, waar in aya 3 een beperking van vier vrouwen wordt opgelegd die allen gelijkwaardig behandeld behoren te worden.
Achter elke naam van een vrouw staat de huwelijksdatum (voor zover bekend), of ze weduwe of gescheiden was, of er een politieke reden voor het huwelijk was en of ze Mohammed overleefde.
- Khadijah bint Khuwaylid trouwde in 595 na Chr.; weduwe; stierf in 619. Eerste vrouw van de profeet Mohammed. Ze was tweemaal een weduwe en rond de 40 jaar. Mohammed was 25 jaar toen die met Khadijah het huwelijk in stapte. Het huwelijk duurde 25 jaar, tot aan haar dood.[56][57]
- Sauda bint Zama trouwde snel na 619; weduwe; stierf na Mohammed.
- Aïsja trouwde in 622 op jonge leeftijd, mogelijk tussen de 6 en 12 jaar, het huwelijk werd twee à drie jaar later geconsummeerd. Anderen stellen haar huwelijksleeftijd op 12 tot 19 jaar.[58] Ze stierf na Mohammed in circa 678.
- Hafsa bint Umar trouwde tussen circa 624-625; weduwe, politiek huwelijk; stierf na Mohammed.
- Zaynab bint Khuzayma trouwde circa tussen 626-627; weduwe; stierf kort daarna.
- Oemm Salama Hind bint Abi Oemmayya trouwde in 626; weduwe; stierf na Mohammed.
- Zaynab bint Jahsh trouwde circa tussen 625-627; weduwe en gescheiden; stierf na Mohammed.
- Juwayriya bint al-Harith trouwde circa tussen 627-628; weduwe, waarschijnlijk politiek huwelijk; stierf na Mohammed.
- Oemm Habiba trouwde in 629; weduwe, politiek huwelijk; stierf na Mohammed.
- Safiyya bint Huyayy trouwde in 629; weduwe, gevangengenomen tijdens een veldslag; stierf na Mohammed.
- Maymuna bint al-Harith trouwde in 629; weduwe; stierf na Mohammed.
- Maria al-Qibtiyya; Egyptische (naam verwijst naar "Maria de Koptische"); ze was als slavin gegeven aan Mohammed door de heerser van Egypte. Velen beweerden dat ze slavin bleef; anderen beweerden dat ze toch deels vrijheid verkreeg; getrouwd circa tussen 628-629; ze was de moeder van zoon Ibrahim, die maar kort geleefd heeft (hij stierf enkele maanden vóór de dood van Mohammed). Zijzelf stierf na Mohammed.
- Raihana; tot slaaf gemaakt na de belegering van de Banu Qurayza in 627. Volgens sommigen bleef ze een slavin; volgens anderen werd ze vrijgelaten en trouwde ze met Mohammed. Ze stierf vóór Mohammed.

## Slaven
Mohammed bezat slaven, onder wie Mid'am en Anjasha. Daarnaast kocht en verkocht hij slaven, keurde hij goed dat zijn volgelingen slaven namen na een gewonnen slag en deelde hij slaven uit.
Volgens Mohammed zijn slaven als broeders en moeten ze goed behandeld worden. Hij wees iemand terecht die zijn slaaf had beledigd.
Volgens een authentieke hadith had iemand zijn slavin vrijgelaten zonder Mohammeds toestemming. Mohammed zei hierop dat hij een grotere beloning had gekregen als hij haar aan een van zijn ooms had geschonken. In een andere hadith zegt hij dat het vrijlaten van moslimslaven gunstig is voor iemands lot in het hiernamaals. Een slaaf moet ook worden vrijgelaten als hij door zijn eigenaar geslagen is zonder dat hij iets misdaan heeft. Het is van een aantal slaven bekend dat Mohammed hen vrijliet, namelijk Zayd ibn Haritha, Safiyya bint Huyayy en Juwayriya, met wie hij trouwde en wellicht Maria al-Qibtiyya en Raihana.

## Boodschap

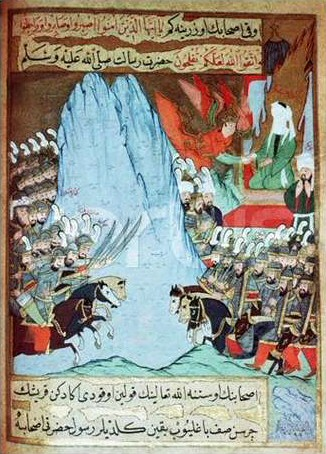
Mohammed ontvangt in een openbaring een gedeelte van de Koran tijdens een veldslag.

Diverse Koranverzen benadrukken dat Mohammed geen stichter van een nieuwe religie was. Zijn taak bestond alleen uit het oproepen van de schepping en de mensheid om terug te keren tot de oorspronkelijke religie, die in de Koran wel de religie van Ibrahim wordt genoemd, en om te waarschuwen voor de Dag des oordeels. De Koran leert dat God zich al eerder tot andere volken had gericht, maar zich nu voor het eerst rechtstreeks tot de Arabieren richtte.
Soera De Kantelen 157-158 stelt:
"Hen, die de boodschapper, de reine profeet volgen, die zij in de Torah en het Evangelie beschreven vinden, legt hij het goede op en verbiedt het kwade, veroorlooft hun de goede dingen en verbiedt de slechte en ontheft hen van de last en de kluisters die hen bonden. Zij, die in hem geloven en hem eren en ondersteunen en het licht dat met hem is neergezonden volgen, zullen gewis slagen. Zeg: "O mensdom, ik ben u allen tot een boodschapper van God, aan Wie het koninkrijk der hemelen en der aarde behoort. Er is geen God naast Hem. Hij geeft het leven en doet sterven. Gelooft daarom in God en Zijn boodschapper, de reine Profeet, die in God en Zijn woorden gelooft en volgt hem opdat gij recht geleid moogt worden."

## Joden en christenen
De voor de Arabieren revolutionaire religieuze ideeën worden in de Koran nadrukkelijk in verband gebracht met de Mensen van het Boek (ahl al-kitab), een uitdrukking die verwijst naar de joodse en christelijke gemeenschappen op het Arabisch schiereiland. Soera Jonas 94 daagt de tegenstanders van Mohammed zelfs uit om de Mensen van het Boek te consulteren voor onweerlegbaar bewijs voor de waarheid van zijn boodschap: "En als u over hetgeen Wij tot u hebben nedergezonden twijfelt, vraagt dan degenen die het Boek vóór u hebben gelezen."
Toch konden joden en christenen het met die boodschap niet zomaar eens zijn. Het voornaamste twistpunt vormt de status van Jezus: volgens de joden géén profeet, volgens christenen méér dan een profeet en zelfs Gods zoon. Ook konden joden en christenen in Mohammed niet zomaar een profeet zien; deden zij dat wel, dan bekeerden zij zich tot de islam.

## Visies en opinies

### De islam over Mohammed
Volgens de islam is Mohammed de langverwachte laatste profeet en boodschapper van God die, na een reeks profeten uit Israël, voor de gehele mensheid zou komen met een universele wet. Zijn komst zou dan ook plaatsvinden in een periode tussen ná de eerste en vóór de tweede komst van de Messias. Hiermee ontbindt volgens de islam Mohammed zowel de Thora als het Evangelie, die niet zuiver overgeleverd zouden zijn. Moslims zien het Evangelie als een aanvulling op de Thora, terwijl de Koran de vervanger van de Thora is. De komst van de messias zal daarom onder de wetten van de Koran vallen en niet onder die van de Thora. De komst van Mohammed manifesteert volgens de islam het verbond van God met de mensheid. De Koran (Soera De Profeten 107) zegt namelijk het volgende: "En Wij hebben u slechts als genade voor de werelden gezonden." Moslims geloven dat Mohammed in het Oude Testament door Mozes (Deuteronomium 18:18-19) en Jesaja (Jesaja 42) en in het Evangelie door Jezus (Johannes 14:15-16, Mattheüs 21:43) is voorspeld. Mohammed is een profeet en zal niet terugkeren als messias.
Er is ook een Hadith overgeleverd waarin Mohammed het volgende zegt: "Waarlijk, ik en de profeten voor mij zijn te vergelijken met een bouwwerk dat door een man gebouwd wordt, dat een mooi aanzien wordt gegeven, behalve de plaats van één hoeksteen die leeg is blijven staan. De mensen die dit gebouw kwamen bezichtigen, vonden het ontzettend mooi, maar zeiden steeds: “Was die laatste hoeksteen maar ook geplaatst?” Toen zei de Profeet: “Ik ben die laatste steen en ik ben de laatste der profeten”". (Overgeleverd door al-Boecharie)
Belangrijk is dat Mohammed zijn hele leven eraan gewijd heeft de eenheid van God te prediken; de Koran waarschuwt onophoudelijk dat geen enkel schepsel de eer gegeven mag worden die alleen aan God verschuldigd is. Mohammed zelf waarschuwt ook om hem niet te vereren zoals de christenen Jezus vereren. Aboe Bakr zou bij het overlijden van Mohammed hebben gesproken: Mensen, als iemand Mohammed aanbidt, Mohammed is dood, maar als iemand God aanbidt, God leeft en zal niet sterven. Daarop reciteerde Aboe Bakr soera Het Geslacht van Imraan: "En Mohammed is slechts een boodschapper. Waarlijk, alle boodschappers vóór hem zijn heengegaan. Zult gij u dan op de hielen omkeren als hij sterft of gedood wordt?..." Mohammed neemt wel een prominente plaats in in de "islamitische geloofsbelijdenis".

### Het uiterlijk van Mohammed
In de Koran wordt nergens gesproken over het uiterlijk van Mohammed. De paar bekende afbeeldingen van Mohammed staan in geschriften uit Perzië, het huidige Iran, die voor de culturele elite waren bedoeld. Nu nog nemen sjiieten een wat lossere houding aan tegenover afbeeldingen dan soennieten. In de Hadith is echter wel informatie te vinden van zijn metgezellen die de profeet beschrijven. Volgens de meest gezaghebbende overleveringen van Al-Bukhari en Muslim was Mohammed van gemiddelde lengte, niet dik, had een wit rond gezicht met volle zwarte baard waarin maar weinig grijze haren zaten. Zijn gezicht zou schijnen als de maan als hij vol was. Hij had brede schouders, halflang haar, donkere ogen en lange oogleden. Als hij liep, was het of hij een heuvel afdaalde. Hij had ook een moedervlek zo groot als een duivenei tussen zijn schouderbladen, die in de traditie bekend werd als het ‘zegel der profeten’.
Een andere beschrijving vinden we van Oemm Ma'bad al-Khoezaa'iyyah, die door Mohammed en zijn metgezellen werd bezocht:

Ik zag een man die grote schoonheid bezat en een stralend gezicht en een mooi uiterlijk had. Hij was niet ontsierd door magerheid, noch was hij mismaakt door een klein hoofd. Hij was bijzonder aantrekkelijk. Zijn pupillen waren pikzwart en zijn wimpers waren lang en gebogen. Zijn stem was scherp en lichtelijk hees. Hij had een lange nek en een volle, maar niet al te lange baard. Zijn wenkbrauwen waren lang, dun en doorlopend. Wanneer hij zweeg, straalde hij waardigheid uit en wanneer hij sprak, werd hij omvat door heerlijkheid. De schoonste en prachtigste mens van veraf, de meest bekoorlijke en bevallige mens van dichtbij. Zijn woorden waren zoet en beslissend. Hij sprak niet te weinig en niet te veel. Zijn woorden waren als parels die van een koord rolden. Hij was van gemiddelde lengte: hij was niet te lang, noch was hij te kort waardoor men op hem neer zou kijken. Hij was als een twijg tussen zijn twee metgezellen. De meest glansrijke en achtenswaardige van de drie. Zijn metgezellen omringden hem: wanneer hij sprak, luisterden zij naar hem en wanneer hij beval, haastten zij zich naar zijn bevel. Hij werd geëerd en gevolgd. Hij was geen geprikkelde man, noch was hij iemand die onzinnigheid sprak .

Overgeleverd in Zaad al-Ma'aad (3/57), door Hoebaysh ibn Khaalid.
Hasan ibn Ali ibn Aboe Talib zei:

'Ik vroeg mijn oom, Hind ibn Abie Haalah at-Tamiemie, naar de eigenschappen van de Profeet, aangezien hij hem goed kon beschrijven.
Hij zei: 'De Boodschapper van Allah was groots en geëerd. Zijn gezicht straalde zoals de volle maan tijdens een heldere nacht. Hij was langer dan de gemiddelde persoon en korter dan een slungel. Hij had een groot hoofd en golvend haar. Hij scheidde zijn haar niet, tenzij dit uit zichzelf gebeurde. Wanneer zijn haar niet gescheiden was, kwam dit niet verder dan zijn oorlellen. Hij had een witte, lichtende huid. Hij had brede slapen en dunne, lange wenkbrauwen die naar elkaar reikten, maar elkaar net niet raakten. Tussen zijn wenkbrauwen was er een ader die klopte wanneer hij boos was. Hij had een dunne, aan het eind omhoog gebogen neus die in het licht omvangen werd. Wie hem niet goed bestudeerde, zou denken dat hij een wipneus had. Hij had een volle, maar niet al te lange baard en geen volle wangen. Hij had een wijde mond en zijn tanden waren smal en van elkaar verwijderd.
Van zijn borst tot aan zijn navel was hij licht behaard. Zijn nek was als van een portret en blonk als zilver. Zijn lichaamsdelen waren in harmonie met elkaar. Hij had een stevig lichaam, maar was niet zwaarlijvig. Zijn buik en borst liepen in een rechte lijn. Hij had een brede borst en zijn schouders waren ver uit elkaar. Hij had grote gewrichten en zijn lichaam was lichtgekleurd. Haren liepen in een dunne lijn van zijn bovenborst tot aan zijn navel, daarbuiten waren zijn borst en buik onbehaard. Hij had behaarde onderarmen, schouders en bovenborst. Hij had lange handbenen, grote handen en gladde ledematen. Hij had dikke, maar gladde vingers en tenen en diepe voetholten. De bovenkant van zijn voeten was glad; als er water over werd gegoten, vloeide het snel van zijn voeten. Wanneer hij liep, tilde hij zijn voeten hoog van de grond. Hij liep voorovergebogen, op een nederige wijze, en nam grote stappen. Wanneer hij liep, was het alsof hij van een helling neerdaalde. Wanneer hij wilde omkijken, draaide hij met zijn hele lichaam om. Zijn blik was vaak neergeslagen en hij keek meer naar de grond dan naar de hemel. Meestal keek hij vanuit zijn ooghoeken. Hij liet zijn Metgezellen voor zich lopen en liep zelf achter hen. Wanneer hij iemand tegenkwam, was hij de eerste die groette.
De Boodschapper van Allah was doorgaans bedroefd en altijd in gedachten verzonken. Hij kende geen rust. Hij zweeg lange pozen en sprak enkel wanneer dit nodig was. Hij begon en eindigde zijn woorden vanuit zijn mondhoeken. Hij sprak met weinig woorden die vele betekenissen bevatten; duidelijke en beslissende woorden die buitensporig noch nalatig waren. Hij was vriendelijk, niet hardvochtig en vernederde niemand. Hij minachtte geen enkele gunst, hoe klein deze ook was. Maar hij prees geen voedsel, noch bekritiseerde hij dit. Hij werd nooit boos omwille van deze wereld, noch omwille van iets wat hiermee te maken heeft. Maar wanneer de waarheid werd aangetast, herkende niemand hem en niets kon zijn woede bedwingen, totdat hij de waarheid had gevestigd. Hij werd nooit boos omwille van zichzelf, noch zocht hij ooit vergelding voor zichzelf. Wanneer hij wees, wees hij met zijn hele hand en wanneer hij verbaasd was, draaide hij deze om. Wanneer hij sprak, gebaarde hij met zijn hand en sloeg met zijn rechterhandpalm tegen de binnenkant van zijn linkerduim. Wanneer hij boos werd, draaide hij zich volledig om en wanneer hij verheugd was, sloeg hij zijn blik neer. Zijn lachen was meestal niet meer dan een glimlach, waarbij hij zijn tanden ontblootte die als hagel uit de wolken waren.'

### Enkele andere religieuze en humanistische visies op Mohammed

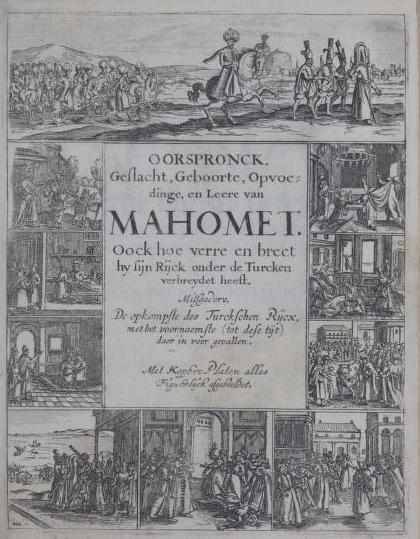
Boek over Mohammed
(Broer Jansz, Amsterdam 1640)

Sommige humanisten zien Mohammed, net als Jezus en Boeddha, als een belangrijk ethisch leider.
In de Middeleeuwen stond Mohammed onder de joden bekend als 'ha-meshuggah' ("de kwade" of "de bezetene", vergelijk het Nederlandse woord 'mesjogge'). De titel wordt onder andere in de Hebreeuwse Bijbel gebruikt voor degenen die zichzelf als profeten beschouwden, maar vals waren. Voor veel joden is de ernstig afwijkende hervertelling door Mohammed van oude verhalen onverteerbaar. Mohammed komt als zodanig onder meer voor in Dante Alighieri's Inferno, het deel over de hel van zijn De goddelijke komedie.
Mohammeds ontkenning van de goddelijke status van Jezus gaat in tegen de christelijke dogmatiek. Christenen beschouwen Mohammed als een valse leraar. Anderen gaan nog een stap verder en beweren dat Mohammed werd geïnspireerd door Satan.
Veel middeleeuwse christenen meenden dat de stichting van de islam een schisma binnen het christendom was, en dat Mohammed oorspronkelijk een christelijke priester was. In De goddelijke komedie wordt Mohammed samen met Ali in de negende kloof van de achtste kring van de Hel geplaatst als zijnde schismaticus.
Volgens het Bahá'í-geloof is Mohammed niet de laatste profeet (maar wel de laatste van de profetische cyclus, die met Adam was begonnen), maar Bahá'u'lláh, die wordt beschouwd als de, tot nu toe, laatste in de reeks Boodschappers van God.
Ook een deel van de Ahmadiyya-moslims gelooft dat Mohammed niet de laatste profeet was.

### Historisch-kritische kanttekeningen
Buiten de islamitische overlevering is er over het optreden van Mohammed in de periode in Mekka weinig informatie te vinden. Wat we over hem weten, weten we uit de Koran, Korancommentaren en mondeling overgeleverde uitspraken van volgelingen. Moderne historici kunnen niet anders dan zeer omzichtig omgaan met deze informatie. De profeet staat niet vermeld in enig bekend historisch document van buurvolkeren. In de Koran komt het woord Mohammed slechts viermaal voor, maar onduidelijk is of het om een eigennaam of een bijvoeglijk naamwoord gaat, dat met 'de prijzenswaardige' vertaald kan worden en of daar inderdaad de historische Mohammed mee wordt bedoeld. In de Korantekst komt wel een naamloze jij-figuur voor, die soms gezant of profeet wordt genoemd.

#### Betrouwbaarheid van de overleveringen
De oudste biografie van Mohammed is die van Ibn Ishaq en dateert van rond 750, meer dan een eeuw na de dood van de profeet. Dit is een verzameling mondeling overgeleverde uitspraken van tijdgenoten, die niet beschouwd kan worden als objectieve en verifieerbare geschiedschrijving in de moderne zin van het woord. Volgens sommige islamologen lijken biografieën van de profeet vooral bedoeld om passages in de Koran achteraf van een context te voorzien en zijn het alleen al daarom geen betrouwbare historische bronnen.
Wim Raven wijst erop dat er verschil van mening tussen moslimgeleerden en westerse islamologen en oriëntalisten bestaat over de vraag of de talloze overleveringen over Mohammed inderdaad als historisch betrouwbaar materiaal mogen worden beschouwd. Moslimgeleerden geloven dat dit materiaal in grote lijnen met de werkelijkheid overeenkomt, westerse geleerden hebben daarentegen hun ernstige twijfels, met name omdat nauwelijks enige brontekst met zekerheid in de eerste eeuw van de islam te dateren zou zijn en van vele teksten elkaar tegensprekende varianten bestaan. Niet-islamitische bronnen, die soms heel oud zijn, zouden een heel ander beeld opleveren dan islamitische bronnen.
De pogingen om feit en fictie in de beschikbare bronnen van elkaar te onderscheiden hebben tot nu toe weinig bruikbare resultaten opgeleverd voor een kritische beschrijving van de historische persoon Mohammed en de rol die hij speelde in de islam. Harald Motzski stelt dat het onderzoek op dit moment gevangen is in een dilemma. Aan de ene kant is het volgens Motzki niet mogelijk een historische biografie te schrijven zonder ervan beschuldigd te worden de bronnen kritiekloos over te nemen, terwijl het aan de andere kant onmogelijk is om op basis van een kritische beschouwing van die bronnen een bruikbare biografie te schrijven. Arthur Jeffrey veronderstelde in 1926 dat er misschien gewacht moet worden op verder onderzoek naar de vroege bronnen voordat er uitspraken kunnen worden gedaan over de historische Mohammed.

### Gezegde
Als de berg niet naar Mohammed komt, zal Mohammed naar de berg moeten gaan is een Nederlandse uitdrukking. Het betekent dat als het geluk niet naar je toe komt, moet je naar het geluk toe gaan. De vroegste verschijning van de uitdrukking is in het Engels in het werk Essays, hoofdstuk 12, van Francis Bacon, dat in 1625 werd gepubliceerd, If the mountain won't come to Muhammad, Muhammad will go to the mountain.

### Het Westen
In het Westen was hij afwisselend een kerkscheurder en een ketter, dan weer een kundig veldheer of een nobele wilde. In de 21e eeuw geeft vooral het vermeend kindhuwelijk van Mohammed met Aïsja met enige regelmaat aanleiding tot controverse. Beschuldigingen aangaande pedofilie in Oostenrijk hebben geleid tot rechtszaken tot aan het Europees Hof voor de Rechten van de Mens.